# حشيشة الدب
برسيم أصفر أو حشيشة الدب أو حشيشة الجرح (الاسم العلمي Anthyllis vulneraria)، نوع نبات طبي من فصيلة البقولية. موطنه أوروبا.

## معرض صور

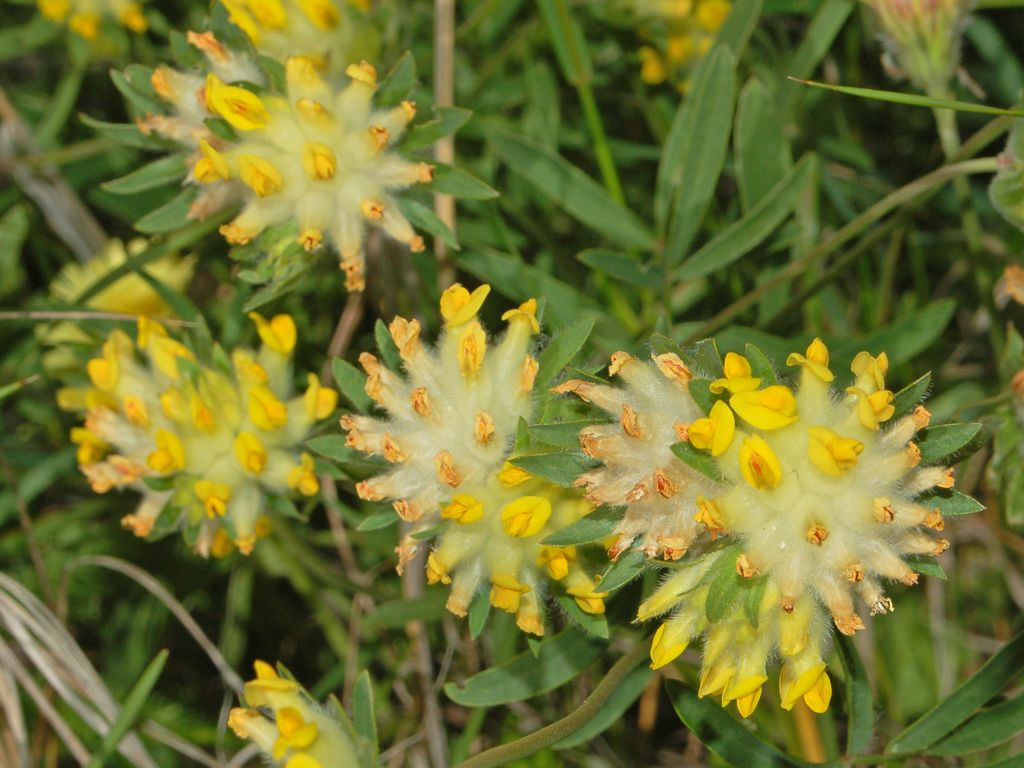
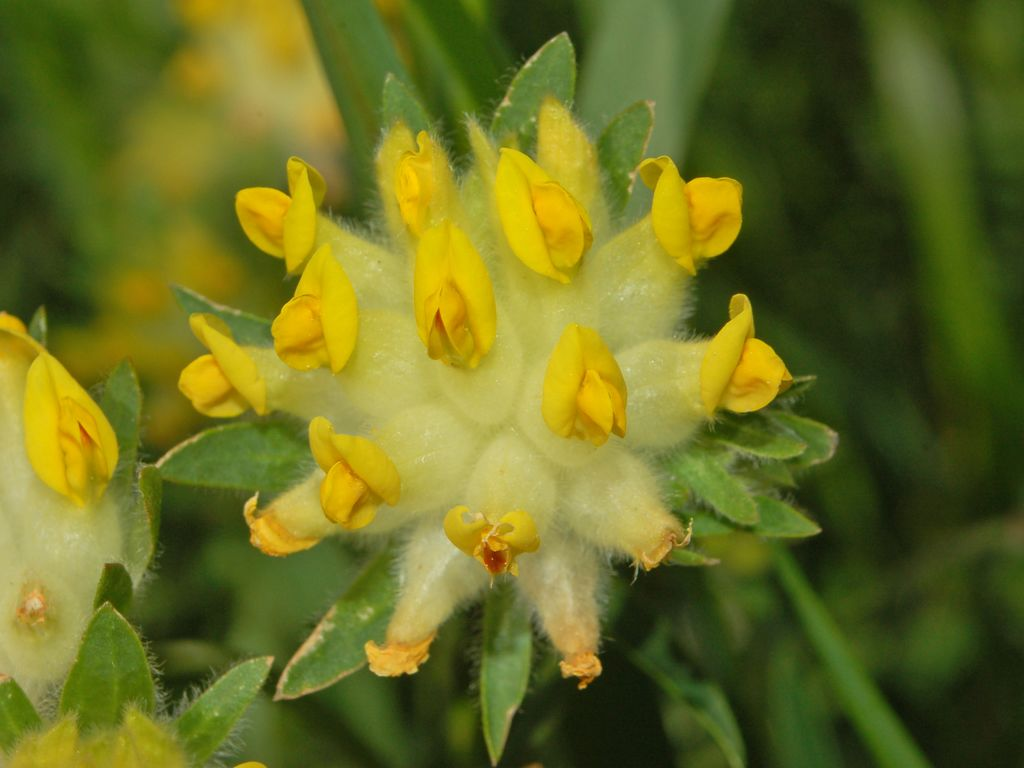
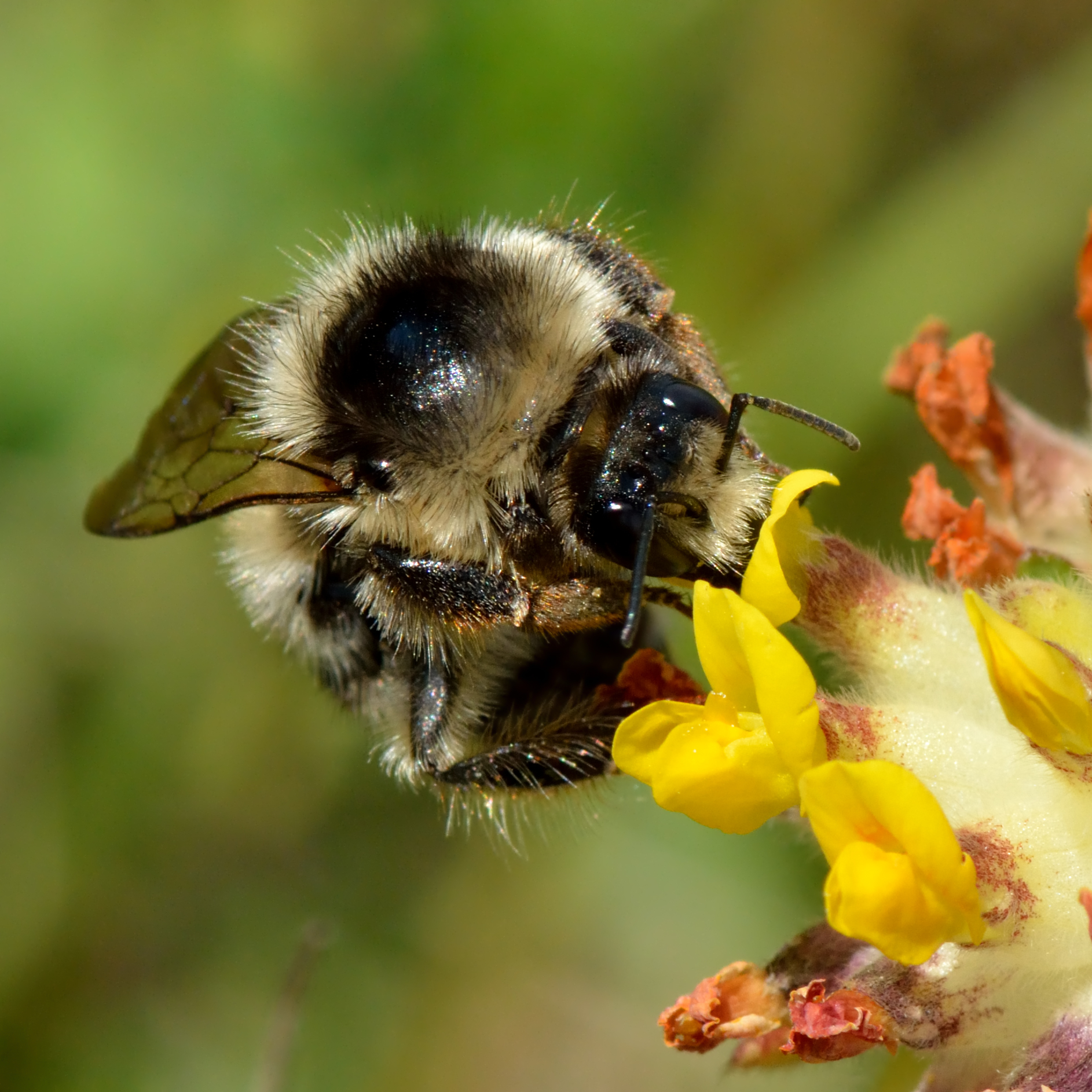
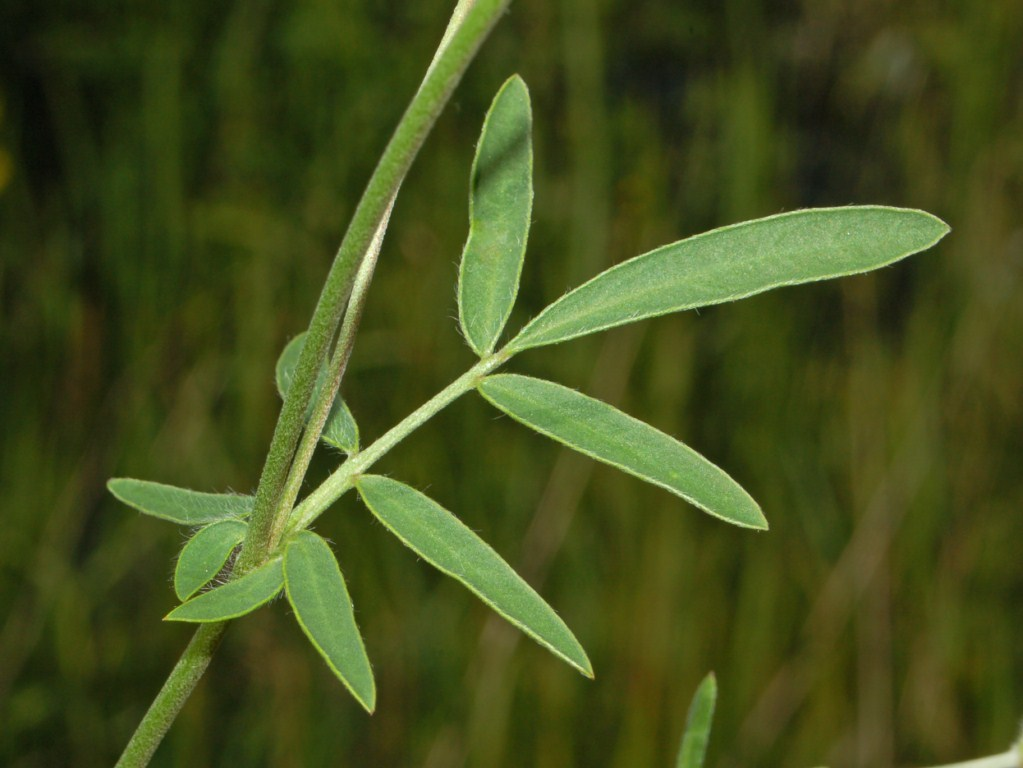